# Claude Vorilhon
Claude Maurice Marcel Vorilhon ps. Raël (ur. 30 września 1946 roku w Vichy, Francja) – guru raelian i założyciel Ruchu Raeliańskiego. Wcześniej piosenkarz i dziennikarz sportowy.

## Życiorys
Claude Vorilhon dorastał w Ambert, pod opieką swojej ciotki i babci. Będąc miłośnikiem poezji i piosenkarstwa, w wieku 15 lat Raël opuścił rodzinny dom i udał się do Paryża, gdzie rozpoczął karierę piosenkarza, przyjmując pseudonim artystyczny Claude Celler. Wielki wielbiciel twórczości Jacques’a Brela, występował we wszystkich paryskich kabaretach, gdzie Brel stawiał swoje pierwsze kroki, szczególnie w L'Echelle de Jacob. Zdobył popularność dzięki piosence Le Miel et la cannelle (Miód i cynamon) i w latach 1966–1971 wydał 5 albumów po podpisaniu kontraktu z wytwórnią muzyczną Disc AZ, gdzie dyrektorem był Lucien Morisse – były mąż francuskiej gwiazdy Dalidy:
- Sacrée sale gueule (Jego pierwsze nagranie w 1965).
- Dans un verre de vin
- Le Miel et la cannelle (Honey and cinnamon) (1966)
- Madam' Pipi (Mrs. Toilet attendant) (1966)
- Monsieur votre femme me trompe (Mister, your wife is cheating on me) (1966)
- Quand on se mariera (When we'll get married) (1966)
- Mon amour Patricia (My love Patricia). (1971)

Od 9 roku życia, również wyścigi samochodowe stanowiły jeden z talentów i zainteresowań Raëla. Ponieważ miał dostęp do wszystkich nowych samochodów na rynku, stał się dziennikarzem sportowym. Założył swoje własne czasopismo o samochodach wyścigowych, Auto Pop. Było ono jednym z najbardziej poczytnych czasopism we Francji w tej dziedzinie. To pozwoliło mu być kierowcą nowych samochodów, które pożyczano mu do przetestowania. Raël uczęszczał też do słynnej szkoły rajdowców Winfield w Magny Cours (Francja), z której wywodzi się również champion Alain Prost. Ku zaskoczeniu wszystkich, podczas swojego pierwszego wyścigu na torze w Albi (Francja), wywalczył pole position przed znanymi i doświadczonymi kierowcami rajdowymi. Stał się słynny w środowisku, jako kierowca zdolny do wywalczenia dobrej pozycji podczas pierwszych okrążeń.
W roku 1973 porzucił sport samochodowy. Mimo tego, w 1994 roku, ponownie zasiadł za kierownicą i uczestniczył w zawodach na szczeblu międzynarodowym.
Brał udział w wyścigach z takimi kierowcami, jak Jean-Claude Andruet, championem w Mans, czy Patrick Depailler i na takich torach jak Monza we Włoszech, Spa w Belgii, Daytona w USA, Montreal w Kanadzie, Suzuka w Japonii i innych.
Raël w wieku 27 lat był redaktorem naczelnym magazynu zajmującego się wyścigami samochodowymi. 13 grudnia 1973 roku, jak sam twierdzi, doświadczył spotkania z ludzką istotą pochodzącą z innej planety, w Centralnej Francji. Ta pozaziemska istota miała przekazać mu szczegółowe objaśnienia odnośnie do ludzkiej przyszłości oraz wyjaśniła nasze pochodzenie. Informacje te zostały spisane w książce Przesłanie od Przybyszów z Kosmosu. Po sześciu kolejnych spotkaniach w tym samym miejscu, Raël zgodził się podjąć misję informowania ludzkości o tym rewolucyjnym przesłaniu i przygotowania ludzi na Ziemi do oficjalnego przybycia stwórców Elohim, bez strachu czy nadawania otoczki mistycyzmu, ale jako ludzie świadomi i wyrażający wdzięczność. Po kilku miesiącach, Raël nabawił się wrzodów żołądka rozważając trud czekającego go zadania. Pomimo to zdecydował się na pozostawienie kariery dziennikarza sportów samochodowych i całkowite poświęcenie się misji danej przez Elhoę Jahwe, istotę pozaziemską, którą miał spotykać. W przeciągu roku od domniemanego spotkania Raël wydał książkę opisującą to wydarzenie oraz wystąpił w dwóch głównych programach telewizyjnych i radiowych we Francji, w czasie których zapowiedział publiczną konferencję, jaką miał wygłosić. Ta pierwsza publiczna konferencja odbyła się w Paryżu 19 września 1974 roku i przyciągnęła ponad 2000 osób. Zaraz po niej Raël założył stowarzyszenie Madech, zrzeszające grupę ludzi zainteresowanych w pomaganiu mu w realizacji zadania – które później przekształciło się w Ruch Raeliański.
7 października 1975 roku Raël miał mieć drugie spotkanie z Elohim, podczas którego otrzymał dodatkowe informacje, które zostały również zamieszczone w książce Przesłanie od Przybyszów z Kosmosu. Od tego czasu Raël zaczął podróżować po świecie organizując konferencje oraz seminaria na każdym kontynencie, zbierając tych którzy podzielają jego pragnienie zaproszenia i powitania „Stwórców Ziemi”.
Jest autorem także innych książek takich jak: Medytacja zmysłowa, która skupia istotę jego nauk odnośnie do samorealizacji, Geniokracja popierająca bardziej inteligentne zarządzanie planetą oraz Tak dla Klonowania Człowieka, w której tłumaczy możliwości klonowania, jak stać się nieśmiertelnym, oraz jaka przyszłość czeka dzięki postępowi naukowemu.
Przez lata Raël inspirował różnego typu publiczne akcje: od używania prezerwatyw w szkołach do promocji masturbacji; od światowej kampanii popierającej mniejszości pod hasłem „Tolerować różnorodności to za mało, powinniśmy zacząć kochać różnorodności” do domagania się ocenzurowania wszystkich religijnych ksiąg, ponieważ nie respektują praw człowieka; od popierania klonowania człowieka przez założenie Clonaid, do promowania żywności genomodyfikowanej (GMO) jako jedynej szansy człowieka aby wszyscy ludzie na ziemi mieli co jeść; od założenia Clitoraid, stowarzyszenia które pomaga obrzezanym kobietom w operacyjnej rekonstrukcji ich łechtaczki po to, aby znów mogły odczuwać przyjemność, do namawiania wszystkich afrykańskich przywódców do utworzenia Stanów Zjednoczonych Afryki.
Raël był gościem w większości dużych stacji telewizyjnych i programów na świecie, takich jak 60 minut, CNN, FOX, BBC lub programy takie jak Breakfast with Frost and Entertainment Tonight, nie wspominając innych. Został zaproszony do przedstawienia spotkania z Elohim odnośnie do użycia nauki przez Kongres USA oraz był gościem wielu światowych przywódców. Jako pierwszy zaprosił go oficjalnie prezydent Kongo Denis Sassou-Nguesso w grudniu 2001 roku. Wielu artystów jest jego znajomymi jak np. francuski pisarz Michel Houellebecq czy Hugh Hefner, założyciel czasopisma Playboy.